# Saint-Maurice-en-Gourgois
Saint-Maurice-en-Gourgois is een gemeente in het Franse departement Loire (regio Auvergne-Rhône-Alpes). De plaats maakt deel uit van het arrondissement Montbrison. Saint-Maurice-en-Gourgois telde op 1 januari 2022 1.824 inwoners.

## Geografie
De oppervlakte van Saint-Maurice-en-Gourgois bedroeg op 1 januari 2022 31,83 vierkante kilometer; de bevolkingsdichtheid was toen 57,3 inwoners per km².

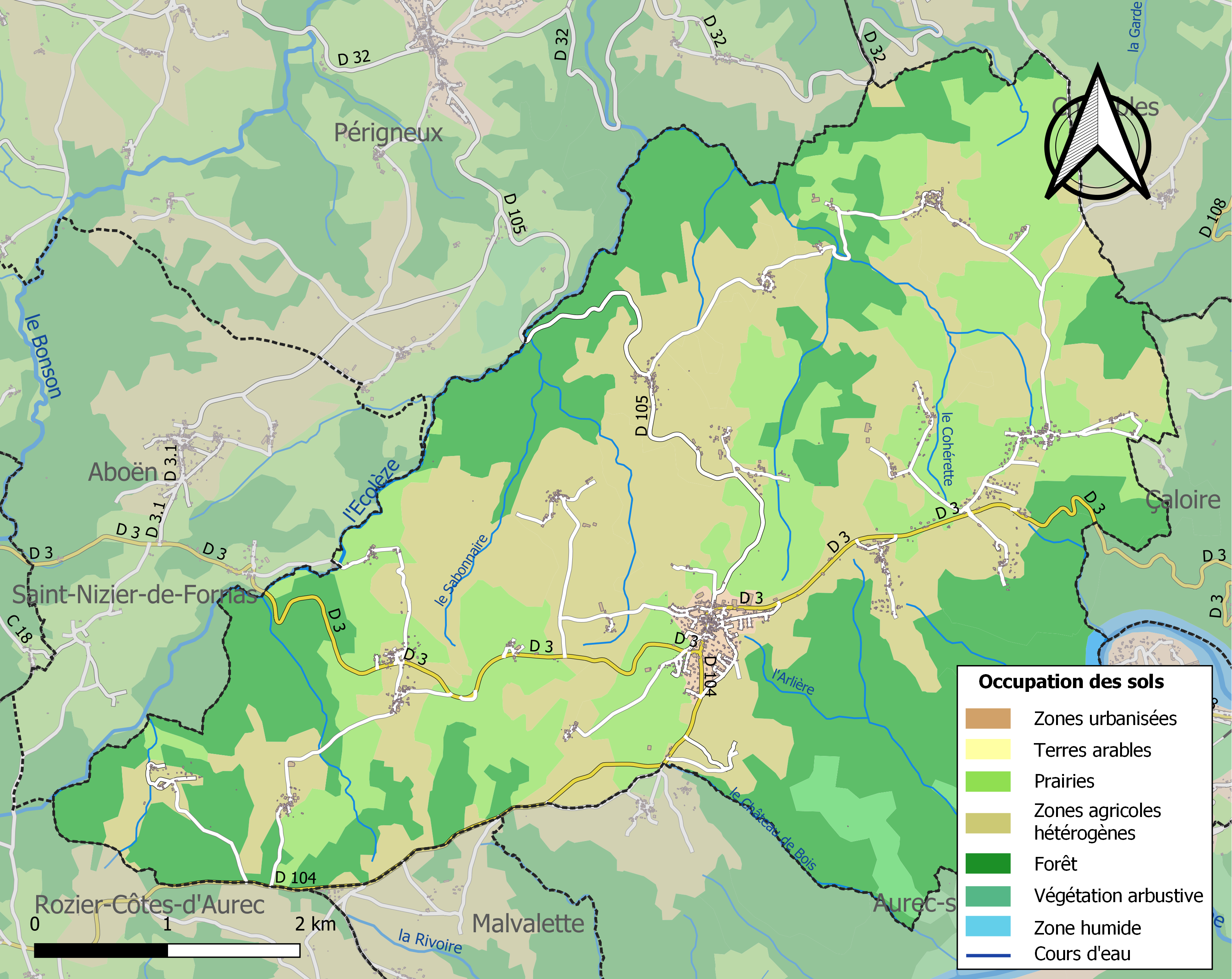
Kaart van de gemeente met de belangrijkste infrastructuur, bodemgebruik en omliggende gemeenten

## Demografie
Onderstaande figuur toont het verloop van het inwonertal (bron: INSEE-tellingen).